# Reprezentacja Ekwadoru w piłce siatkowej kobiet
Reprezentacja Ekwadoru w piłce siatkowej kobiet to narodowa reprezentacja tego kraju, reprezentująca go na arenie międzynarodowej.

## Udział i miejsca w imprezach

### Mistrzostwa Ameryki Południowej
| Rok  | Kraj      | Miejsce      |
| ---- | --------- | ------------ |
| 1951 | Brazylia  | brak udziału |
| 1956 | Urugwaj   | brak udziału |
| 1958 | Brazylia  | brak udziału |
| 1961 | Peru      | brak udziału |
| 1962 | Chile     | brak udziału |
| 1964 | Argentyna | brak udziału |
| 1967 | Brazylia  | brak udziału |
| 1969 | Wenezuela | brak udziału |
| 1971 | Urugwaj   | brak udziału |
| 1973 | Kolumbia  | brak udziału |
| 1975 | Paragwaj  | brak udziału |
| 1977 | Peru      | 8. miejsce   |
| 1979 | Argentyna | brak udziału |
| 1981 | Brazylia  | brak udziału |
| 1983 | Brazylia  | brak udziału |
| 1985 | Wenezuela | brak udziału |
| 1987 | Urugwaj   | brak udziału |
| 1989 | Brazylia  | brak udziału |
| 1991 | Brazylia  | brak udziału |
| 1993 | Peru      | brak udziału |
| 1995 | Brazylia  | brak udziału |
| 1997 | Peru      | brak udziału |
| 1999 | Wenezuela | brak udziału |
| 2001 | Argentyna | brak udziału |
| 2003 | Kolumbia  | brak udziału |
| 2005 | Boliwia   | brak udziału |
| 2007 | Chile     | brak udziału |
| 2009 | Brazylia  | brak udziału |
| 2011 | Peru      | brak udziału |